# SALLiA・カレイドスコープRADIO
SALLiA・カレイドスコープRADIO（さりあ・かれいどすこーぷれでぃお）は、FM FUJIの毎週土曜日23:30から30分枠で放送され、アーティストのSALLiAがパーソナリティを担当し、2016年7月 - 2018年6月に放送されたラジオ番組。

## 主なコーナー
- ふつおた

リスナーから届いた「普通のお便り」や「悩み相談」に答えていくコーナー。
- さりたん散歩(2016年6月-2016年12月)

外ロケコーナー。巣鴨に行っておみくじを引いたり、苦手なお化け屋敷に体当たりで挑んだりするコーナー。
- favoriteコーナー

SALliAが好きな「アニメ・ゲーム・仏像」の中からお気に入りの作品を紹介するコーナー。
- 今月の一句

国文学科出身のSALLiAが、百人一首の中から毎月一句、紹介していくコーナー。
- love music

作詞・作曲・編曲を手がけるアーティストとして影響を受けた歌手や、ミュージシャンを多岐に渡って紹介するコーナー。
- ゲストコーナー

毎月、新人アーティストから大御所アーティストがゲストととしてやってくるゲストコーナー。

## ゲスト
- 第1回: Unlimited tone
- 第2回: 和島あみ
- 第3回: GLIM SPANKY
- 第4回: 奥土居美可
- 第5回: SORAMIMI
- 第6回: 蘭華
- 第7回: ReFrain ReFrain
- 第8回: Salley
- 第9回: Raychell
- 第10回: SHOW-YA寺田恵子
- 第11回: 井上美優
- 第12回: はなわ
- 第13回: 沢田知可子
- 第14回: fumika
- 第15回: リリィ、さよなら。
- 第16回: 五十嵐はるみ
- 第17回: スキップカウズ今泉泰幸
- 第18回: きただにひろし
- 第19回: 米倉千尋
- 第20回: 丸本莉子
- 第21回: 浅岡雄也
- 第22回: 沖ちづる
- 第23回: 東京flavor